# Michele Autuoro
Michele Autuoro (ur. 27 grudnia 1966 w Procidzie) – włoski duchowny katolicki, biskup pomocniczy Neapolu od 2021.

## Życiorys

### Prezbiterat
Święcenia kapłańskie otrzymał 19 maja 1991 i został inkardynowany do archidiecezji Neapolu. Był m.in. dyrektorem kurialnego wydziału ds. misji, kierownikiem włoskiej fundacji Missio oraz rektorem neapolskiego seminarium.

### Episkopat
27 września 2021 papież Franciszek mianował go biskupem pomocniczym archidiecezji Neapolu, ze stolicą tytularną Cures Sabinorum. Sakry udzielił mu 31 października 2021 arcybiskup Domenico Battaglia.